# ІСУ-152
ЙСУ-152 — радянська важка самохідно-артилерійська установка періоду Німецько-радянської війни. У назві машини абревіатура ЙСУ означає «самохідна установка на базі танка ЙС» або «ІС-установка»; буква «Й» на додаток до стандартного радянського позначення «СУ» бойової техніки такого класу потрібна для відмінності від ПТ-САУ того ж калібру СУ-152 на інший танковій базі. Індекс 152 означає калібр основного озброєння машини.
Розроблена конструкторським бюро дослідного заводу № 100 в червні — жовтні 1943 року і прийнята на озброєння Робітничо-селянської Червоної армії (РСЧА) 6 листопада того ж року. Тоді ж почалося її серійне виробництво на Челябінському Кіровському заводі (ЧКЗ), що тривало до 1946 року. Кілька машин цієї марки випустив в 1945 році Ленінградський Кіровський завод (ЛКЗ).ЙСУ-152 широко застосовувалися на завершальному етапі Німецько-радянської війни практично у всіх аспектах використання самохідної артилерії. Крім РСЧА, ЙСУ-152 перебували на озброєнні армій Польщі і Чехословаччини, одиничні трофейні машини використовувалися Вермахтом і армією Фінляндії. Відома тільки одна фотографія ЙСУ-152, використовувана армією Фінляндії, датована 1944 роком
У післявоєнний період ЙСУ-152 пройшли модернізацію і довго перебували на озброєнні Радянської армії. Вони також поставлялися для оснащення єгипетських збройних сил. Передані Єгипту самохідки брали участь в арабо-ізраїльських збройних конфліктах на Близькому Сході. Брали участь у Семиденній війні у вигляді нерухомих вогневих точок закопаних у пісок по надгусеничні полиці. В Єгипет поставлялися немодернізовані варіанти, однак на них була встановлена система ПНВ з ІК прожектором, змонтована попарно з фарою в захисному кошику зліва від гармати. Починаючи з середини 1970-х років, ЙСУ-152 були зняті з озброєння Радянської армії і замінені більш сучасними ПТ-САУ; деяка кількість уцілілих від розрізання на метал машин зараз служать пам'ятками та експонатами в музеях різних країн світу.
Жаргонна назву ЙСУ-152 — «Звіробій». У вермахті її називали нім. «Dosenöffner», дос. «консервний ніж».

## Історія створення
Роботи зі створення САУ ІСУ-152 почалися в червні 1943 року в конструкторському бюро дослідного заводу № 100 у Челябінську у зв'язку з остаточним рішенням про заміну у виробництві важкого танка КВ-1с новим перспективним танком ІС-1.
Однак, на базі танка КВ випускалася важка штурмова гармата СУ-152, потреба в якій діючої армії була надзвичайно висока (на відміну від потреби у важких танках КВ). Відмінні бойові якості СУ-152 послужили підставою для створення її аналога на базі танка ІС-1.
Розробка ІСУ-152 велася під керівництвом Жозефа Яковича Котіна, головного розробника всієї вітчизняної лінійки важких танків. Головним конструктором ІСУ-152 був Г. М. Москвін. На ранніх стадіях проект нової САУ позначався як ІС-152. У жовтні 1943 року був побудований перший прототип, «Об'єкт 241». Він успішно пройшов заводські і державні випробування; 6 листопада 1943 року постановою Державного комітету оборони нова САУ була прийнята на озброєння РСЧА під остаточною назвою ІСУ-152. У тому ж місяці почалося серійне виробництво ІСУ-152 на ЧКЗ. У грудні 1943 року СУ-152 і ІСУ-152 ще випускалися на ЧКЗ спільно, а з наступного місяця ІСУ-152 повністю замістила свою попередницю СУ-152 на складальних лініях.
Зважаючи на велику завантаженість ЧКЗ випуском важких танків ІС-2 бронекорпуси для самохідок ІСУ поставляв Уральський завод важкого машинобудування (УЗВМ).
У процесі виробництва в конструкцію ІСУ-152 вносилися незначні зміни, спрямовані на підвищення бойових і експлуатаційних якостей і зниження собівартості машини. У другій половині 1944 року був введений новий зварний ніс корпусу з катаних бронеплит замість однієї суцільнолитої деталі, товщину бронемаски гармати збільшили з 60 до 100 мм. Також на САУ стали встановлювати 12,7-мм зенітний крупнокаліберний кулемет ДШК і збільшили ємність внутрішніх і зовнішніх паливних баків. Радіостанція 10Р була замінена на покращений варіант 10РК.

### Дослідні прототипи: СУ-152-М (ІС-152 №1) та ІС-152, «Об'єкт 241»
Планована заміна важкого танка КВ-1с перспективним танком прориву ІС-85 зажадала і переводу СУ-152 на перспективну базу. Але цим роботи над вдосконаленням САУ не обмежувалися. Ще до бойового дебюту СУ-152 у неї було виявлено ряд серйозних недоліків. У цьому зв'язку, 25 травня 1943 року розпорядженням по заводу № 100 конструкторська група самохідної артилерії приступила до модернізації машини. Групу очолювали Г. М. Москвін та відряджений до неї М. В. Курін, який мав великий досвід у створенні самохідних артилерійських установок. Спільно із замовником були вироблені розширені тактико-технічні вимоги на модернізований зразок важкої САУ, який на той момент в документах позначався як СУ-152-М. Згідно з першоджерелами вони включали в себе наступне:

Розробка важкого самоходу СУ-152-М ведеться на заміну самоходу КВ-14.
1) для самоходу використовувати шасі і МТО танка «Об'єкт 237»;
2) основне озброєння зберегти як 152-мм самохідної гармати МЛ-20С зр. 1942 р., яка має внутрішню балістику гаубиці-гармати зазначеного калібру зр. 37 р.;
3) необхідно доповнити гарматне озброєння важкого самоходу оборонним кулеметом кругового обстрілу калібру 7,62-мм або зенітним кулеметом калібру 12,7-мм;
4) збільшити товщину броні лобового листа корпусу до 90-100 мм;
5) оглядовість збільшити застосуванням декількох оглядових приладів типу Mk-IV на поворотній основі;
6) поліпшити вентиляцію бойового відділення введенням додаткового вентилятора або передбачити продувку ствола гармати після пострілу … 

Завершення проекту планувалося до 1 липня 1943 року, але група впоралася із завданням раніше терміну, в кінці липня було розпочато будівництво дослідного зразка, під назвою ІС-152.
Проте надалі наступає неясність — нові танки ІС-85, КВ-85 і САУ ІС-152 були показані в Кремлі керівництву країни на чолі з Й. В. Сталіним, однак, в мемуарах учасників подій та розташованих архівних документах відсутні: точна дата цього огляду і точний список присутніх. Називається день 31 липня 1943 року, але згідно з документами ЧКЗ тоді танки КВ-85 та ІС-85 знаходилися на випробуваннях. Історик М. М. Свірін вважає проведення показу 31 серпня,  а група авторів численних публікацій на бронетанкову тематику під керівництвом полковника І. Г. Желтова — 8 вересня. Також не ясно, яка САУ показувалася керівництву. Передбачається, що це була дослідна САУ ІС-152, але існує фотографія, на якій зображений Й. В. Сталін у Кремлі на самохідці, зовні ідентичною з СУ-152. Можливо, що керівництву показувався модернізований зразок СУ-152, на якому були випробувані удосконалення, передбачувані до впровадження на ІС-152.
Так чи інакше, але згаданою вище постановою ДКО № 4043сс від 4 вересня 1943 року саме САУ ІС-152 приймалася на озброєння поряд з КВ-85 та ІС-85, але по документах ЧКЗ вона виявилася значно дорожче серійної СУ-152. Протягом вересня — жовтня 1943 року проводилося вдосконалення конструкції САУ ІС-152, був побудований другий дослідний зразок: Об'єкт 241 на базі танка ІС, який за вартістю виявився порівнянним з серійною СУ-152. Він був прийнятий до серійного виробництва 6 листопада 1943 року як ІСУ-152. 

## Порівняльні характеристики САУ: СУ-152 і ІСУ-152

### Таблиця порівняльних параметрів
| САУ:                                        | СУ-152                                | ІСУ-152                                |
| ------------------------------------------- | ------------------------------------- | -------------------------------------- |
| Базовий танк:                               | КВ                                    | ІС                                     |
| Маса, т                                     | 45÷45,5                               | 45,5÷46,0                              |
| Довжина корпусу, мм                         | 6750                                  | 6770                                   |
| Довжина з гарматою, мм                      | 8950                                  | 9050÷9180                              |
| Ширина, мм                                  | 3250                                  | 3070                                   |
| Висота, мм                                  | 2450                                  | 2480                                   |
| Кліренс, мм                                 | 440                                   | 460÷470                                |
| Елементи бронювання:                        | товщина, мм/нахил, градуси            | товщина, мм/нахил, градуси             |
| Лоб корпусу (верх)                          | 60/70°                                | 60/78°; (90/60°)                       |
| Лоб корпусу (низ)                           | 60/20°                                | 90/30°                                 |
| Борт корпусу (верх)                         | 60/0°                                 | 75/15°                                 |
| Борт корпусу (низ)                          | 60/0°                                 | 90/0°                                  |
| Корма корпусу (верх)                        | 60/радіус                             | 60/49°                                 |
| Корма корпусу (низ)                         | 60/0°                                 | 60/41°                                 |
| Днище, спереду (ззаду)                      | 30(20)                                | 20                                     |
| Дах корпусу                                 | 30                                    | 30                                     |
| Лоб рубки                                   | 75/30°                                | 90/30°                                 |
| Вилиця рубки                                | 60/25°                                | 75/15°                                 |
| Борт рубки                                  | 60/25°                                | 75/15°; (60/15°)                       |
| Корма рубки                                 | 60/10°                                | 60/0°                                  |
| Дах рубки                                   | 20                                    | 30                                     |
| Маска гармати                               | 60-65                                 | 100; (120)                             |
| Боєкомплект гармати, штук                   | 20                                    | 21                                     |
| Кути ВН                                     | −5° ÷ +18°                            | −3°÷ +20°                              |
| Кути ГН                                     | 12°                                   | 10°                                    |
| Приціли:                                    | телескопічний СТ-10, + панорама Герца | телескоппічний СТ-10, + панорама Герца |
| Марка двигуна                               | Дизель-мотор: В-2К                    | Дизель-мотор: В-2-ІС                   |
| Потужність двигуна максимальна, к.с.        | 600                                   | 520                                    |
| Потужність двигуна номінальна, к.с.         | 550                                   | …..                                    |
| Потужність двигуна експлуатаційна, к.с      | 500                                   | …..                                    |
| Питома потужність, к.с./т                   | 13,2                                  | 11,3÷11,4                              |
| Питомий тиск на ґрунт, кг/см²               | 0,81÷0,85                             | 0,81÷0,82                              |
| Швидкість по шосе максимальна, км/год       | 43                                    | 35                                     |
| Швидкість по пересіченій місцевості, км/год | 30                                    | 10÷15                                  |
| Запас ходу по шосе, км                      | 165÷330                               | 220                                    |
| Запас ходу по пересіченій місцевості, км    | 165                                   | 140; (145÷200)                         |
| Підйом, що долається                        | 36°                                   | 36°                                    |
| Стінка, що долається, м                     | 1,2                                   | 1,0                                    |
| Рів, що долається, м                        | 2,5                                   | 2,5                                    |
| Брід, що долається, м                       | 0,9                                   | 1,3÷1,5                                |

## Серійне виробництво
6 листопада 1943 постановою Державного комітету оборони нова САУ була прийнята на озброєння РСЧА під остаточною назвою ІСУ-152. У тому ж місяці почалося серійне виробництво ІСУ-152 на Челябінському Кіровському заводі (ЧКЗ). У грудні 1943 року СУ-152 і ІСУ-152 ще випускалися на ЧКЗ спільно, а з наступного місяця ІСУ-152 повністю замінила свою попередницю СУ-152 на складальних лініях.
У процесі виробництва в конструкцію ІСУ-152 вносилися незначні зміни, спрямовані на підвищення бойових і експлуатаційних якостей і зниження собівартості машини.
Зважаючи на велику завантаженість ЧКЗ випуском важких танків ІС-2 бронекорпуса для самохідок ІСУ поставляв Уральський завод важкого машинобудування (УЗВМ).
У зв'язку з нестачею стволів гаубиць-гармат МЛ-20С з квітня 1944 року почався серійний випуск САУ ІСУ-122, що відрізнялися від ІСУ-152 тільки встановленою артилерійської системою (відповідно прицілом, боєкомплектом і тенденціями в бойовому застосуванні) — замість МЛ-20С в бронекорпус монтувалася 121,92-мм гармата А-19С, які в той час перебували в надлишку на складах озброєнь.
У другій половині 1944 року був введений новий зварний ніс корпусу з катаних бронеплит замість однієї суцільнолитий деталі, товщину бронемаски гармати збільшили з 60 до 100 мм. Також на САУ стали встановлювати 12,7-мм зенітний крупнокаліберний кулемет ДШК і збільшили ємність внутрішніх і зовнішніх паливних баків. Радіостанція 10Р була замінена на покращений варіант 10РК.
У 1945 році кілька машин ІСУ-152 випустив Ленінградський Кіровський завод (ЛКЗ).
З листопада 1943 по травень 1945 року ЧКЗ і ЛКЗ побудували 1885 ІСУ-152. Серійне виробництво самохідки закінчилося в 1946 році (деякі джерела вказують на закінчення випуску в 1947 році), всього було випущено 3242 машини цієї марки. Ліцензії на виробництво ІСУ-152 в інші країни не продавалися.

## Опис конструкції

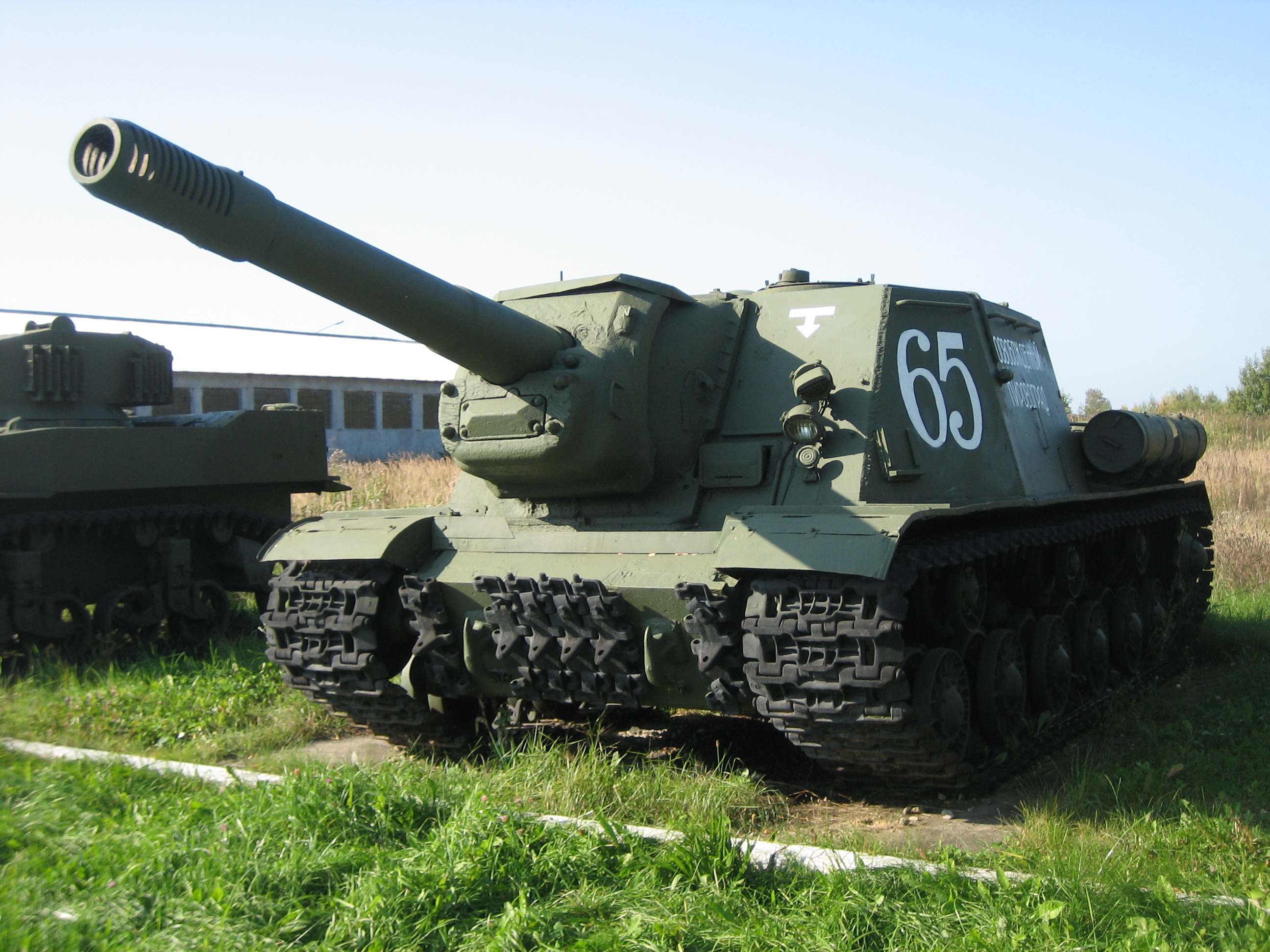
ІСУ-152 в музеї бронетанкової техніки, Кубинка

ІСУ-152 мала те ж компонування, що і всі інші серійні радянські САУ того часу (за винятком СУ-76). Повністю броньований корпус був розділений на дві частини. Екіпаж, гармата і боєзапас розміщувалися попереду в броньовий рубці, яка поєднувала бойове відділення та відділення управління. Двигун і трансмісія були встановлені в кормі машини.

### Броньовий корпус і рубка

Екіпаж ІСУ-152:
1 — механік-водій;
2 — командир;
3 — навідник;
4 — замковий;
5 — заряджаючий.

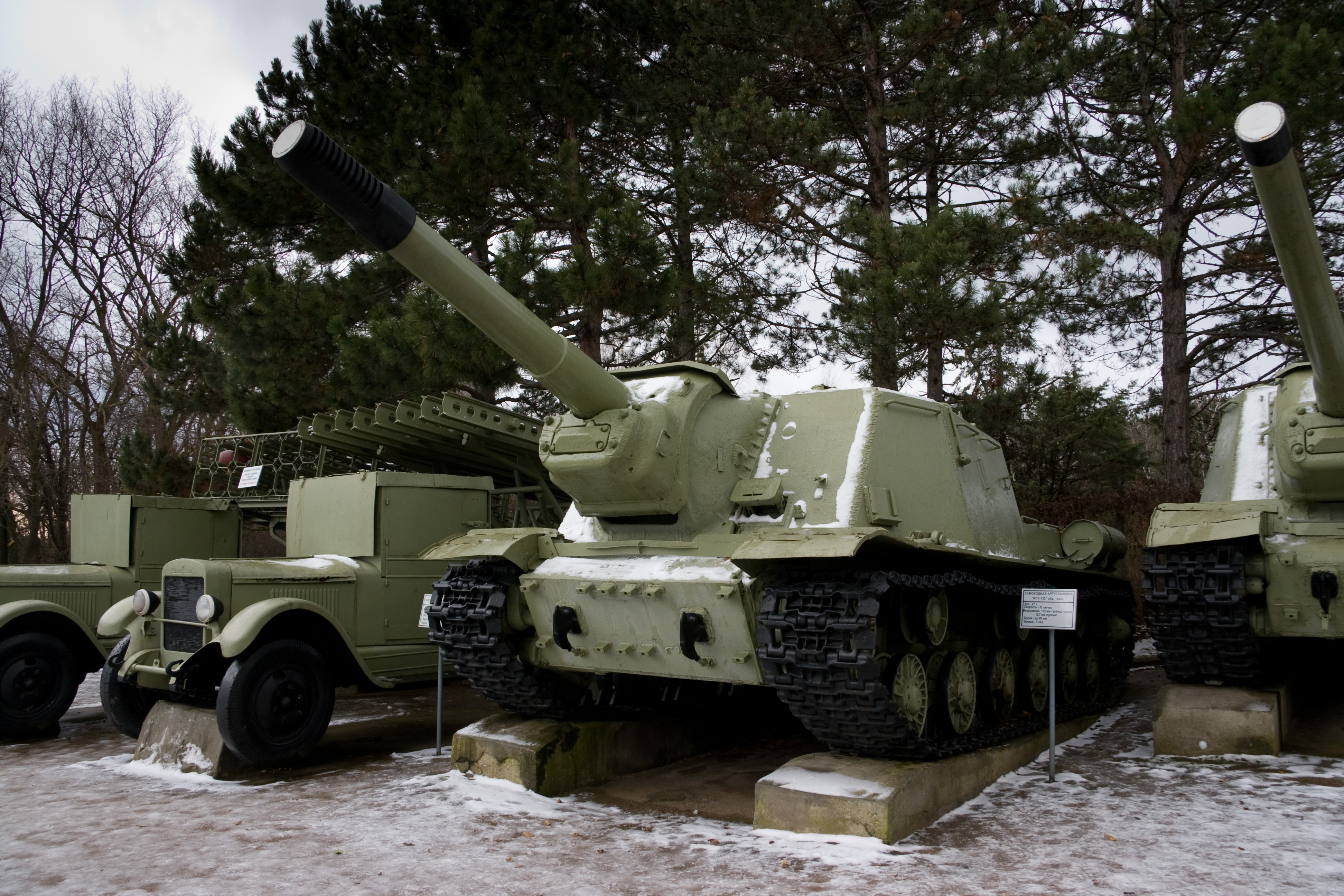
ІСУ-152 в Музеї на Сапун-горі, Севастополь

Броньовий корпус самохідної установки зварювався з катаних броньових плит товщиною 90, 75, 60, 30 і 20 мм. На машинах перших серій лобова частина корпуса являла собою броньовий виливок; згодом, у міру наявності більш стійкою катаної броні, конструкцію лобової частини корпусу замінили на зварну. Броньовий захист диференційований, протиснарядний. Броньові плити рубки встановлювалися під раціональними кутами нахилу. У порівнянні з попередньою моделлю САУ того ж класу та призначення — СУ-152, — бронекорпус ІСУ-152 відрізнявся дещо більшою висотою (оскільки він не мав такої глибокої посадки, як у машин серії КВ) і великим обсягом броньової рубки за рахунок зменшення кутів нахилу виличних і бортових бронеплит. Пов'язане з цим деяке зменшення захищеності було компенсовано потовщенням броні цих частин рубки. У порівнянні з СУ-152 більший обсяг рубки забезпечував кращі умови роботи екіпажу. Основне озброєння — 152,4-мм гаубиця-гармата МЛ-20С — монтувалося в установці рамного типу праворуч від осьової лінії машини. Противідкатні пристрої гармати захищалися нерухомим литим броньовим кожухом і рухомою литий сферичною бронемаскою, яка також виконувала функції врівноважуючого елементу.
Три члени екіпажу розташовувалися зліва від гармати: попереду механік-водій, потім навідник, і ззаду — заряджаючий. Командир машини та замковий знаходилися праворуч від гармати. Посадка і вихід екіпажу проходили через прямокутний двохстулковий люк на стику дахового і заднього листів броньової рубки і через круглий люк праворуч від гармати. Круглий люк ліворуч від гармати не призначався для посадки-виходу екіпажу, він був потрібний для виведення назовні подовжувача панорамного прицілу. Корпус також мав днищевий люк для аварійного покидання екіпажем самохідки і ряд дрібних лючків для навантаження боєкомплекту, доступу до горловини паливних баків, інших вузлів і агрегатів машини. Люк аварійного покидання екіпажу, що мав круглу форму, розташовувався по лівій стороні корпусу за другим торсіоном. «Дрібні лючки» розташовувалися наступним чином: лючки для доступу до елементів трансмісії: за першим торсіоном праворуч, за третім торсіоном праворуч, 2 лючка зліва за четвертим торсіоном, по двох сторонах борта за п'ятим торсіоном, біля правої зірочки. Лючок для заливки масла в елементи трансмісії — за 3 торсіоном зліва по ходу. Люк для навантаження боєприпасів розташовувався на лівому борту ІСУ-152 за третім підтримуючим котком на рівні болотоочисника. На ІСУ-152К встановлювалася фігурна (з вирізами) 20 мм бронепластина на днище перед зірочками.

### Озброєння
Основним озброєнням ІСУ-152 була 152-мм гаубиця-гармата МЛ-20С зр. 1937/43 рр.. (Індекс ГАУ — 52-ПС-544С). Гармата монтувалося в рамці на лобовій бронеплиті рубки і мала вертикальні кути наведення від −3 до +20°, сектор горизонтального наведення становив 10°. Висота лінії вогню становила 1,8 м; дальність прямого пострілу — 800—900 м по цілі висотою 2,5-3 м, дальність пострілу прямою наводкою — 3800 м, найбільша дальність стрільби — 6200 м. Постріл проводився за допомогою електричного або ручного механічного спуску.
Боєкомплект гармати становив 21 постріл роздільного заряджання. Снаряди укладалися вздовж обох бортів рубки, заряди — там же, а також на днище бойового відділення і на задній стінці рубки. У порівнянні з асортиментом боєприпасів гармат польової артилерії МЛ-20, боєкомплект ІСУ-152 був істотно менш різноманітний. До його складу входили:
- Бронебійно-трасуючий гостроголовий снаряд 53-БР-540 масою 48,8 кг, початкова швидкість 600 м/с;
- Осколково-фугасний гарматний снаряд 53-ОФ-540 масою 43,56 кг, початкова швидкість 655 м / с на повному заряді.

Замість бронебійно-трасуючих снарядів 53-БР-540 могли застосовуватися бронебійно-трасуючі тупоголові снаряди з балістичним наконечником 53-БР-540Б (з початку 1945 року).
Для руйнування залізобетонних ДОТів в боєкомплект міг вводитися бетонобійний гарматний снаряд 53-Г-545. Номенклатура метальних зарядів також була істотно зменшена — вона включала в себе спеціальний заряд 54-Ж-545Б під бронебійний снаряд і повний заряд 54-ЖН-545 під осколково-фугасний снаряд. В принципі, гаубиця-гармата МЛ-20С могла стріляти всіма типами снарядів і зарядів від свого буксируваного варіанту МЛ-20. Однак у настановах і таблицях стрільби для ІСУ-152 часів Німецько-радянської війни значаться тільки зазначені вище боєприпаси. Це не виключає можливості стрільби іншими типами боєприпасів в той час, але документальних підтверджень такої стрільби у вигляді тодішніх звітів, настанов і нормативних документів немає. Цей момент складає поки ще не до кінця досліджене питання і часто стає причиною суперечок на військово-тематичних форумах. З іншого боку, в післявоєнний час, коли акцент використання ІСУ-152 змістився від штурмової гармати в бік самохідної гаубиці, можливість стрільби усім асортиментом боєприпасів від буксируваної МЛ-20 стає істотно більш ймовірним.
З початку 1945 року на ІСУ-152 встановлювався крупнокаліберний зенітний 12,7-мм кулемет ДШК з відкритим або зенітним прицілом К-8Т на турельній установці на правому круглому люку командира машини. Боєкомплект до ДШК становив 250 патронів.
Для самооборони екіпаж мав два автомати (пістолет-кулемета) ППШ-41 або ППС-43 з боєкомплектом 1491 патрон (21 диск) і 20 ручних гранат Ф-1.

### Двигун
ІСУ-152 оснащувалася чотиритактним V-подібним 12-циліндровим дизельним двигуном В-2-ІС потужністю 520 к. с. (382 кВт). Пуск двигуна забезпечувався інерційним стартером з ручним і електричним приводами або стисненим повітрям з двох резервуарів в бойовому відділенні машини. Електроприводом інерційного стартера був допоміжний електродвигун потужністю 0,88 кВт. Дизель В-2ІС комплектувався паливним насосом високого тиску НК-1 зі багаторежимним регулятором РНК-1 і коректором подачі палива. Для очищення повітря, що поступало у двигун, використовувався фільтр типу «Мультициклонний». Також в моторно-трансмісійному відділенні встановлювалися підігрівні пристрої для полегшення пуску двигуна в холодну пору року. Вони також могли бути використані для підігріву бойового відділення машини. ІСУ-152 мала три паливних бака, два з яких розташовувалися в бойовому відділенні, і один — в моторно-трансмісійному. Самохідка також оснащувалася чотирма зовнішніми додатковими паливними баками, не пов'язаними з паливною системою двигуна.

### Трансмісія
САУ ІСУ-152 оснащувалася механічною трансмісією, до складу якої входили:
- Багатодисковий головний фрикціон сухого тертя «сталі по феродо»;
- Чотириступінчаста коробка передач з демультиплікатором (8 передач вперед і 2 назад);
- Два бортових двоступеневих планетарних механізму повороту з багатодисковим блокувальним фрикціоном сухого тертя «сталь по сталі» і стрічковими гальмами;
- Два дворядних комбінованих бортових редуктора.

Всі приводи керування трансмісією — механічні. У порівнянні з попередньою моделлю важкої САУ СУ-152, новим елементом трансмісії були планетарні механізми повороту. Застосування цього вузла дозволило підняти загальну надійність трансмісії в цілому, яка якраз була найістотнішим недоліком танків серії КВ і машин на його базі.

### Ходова частина

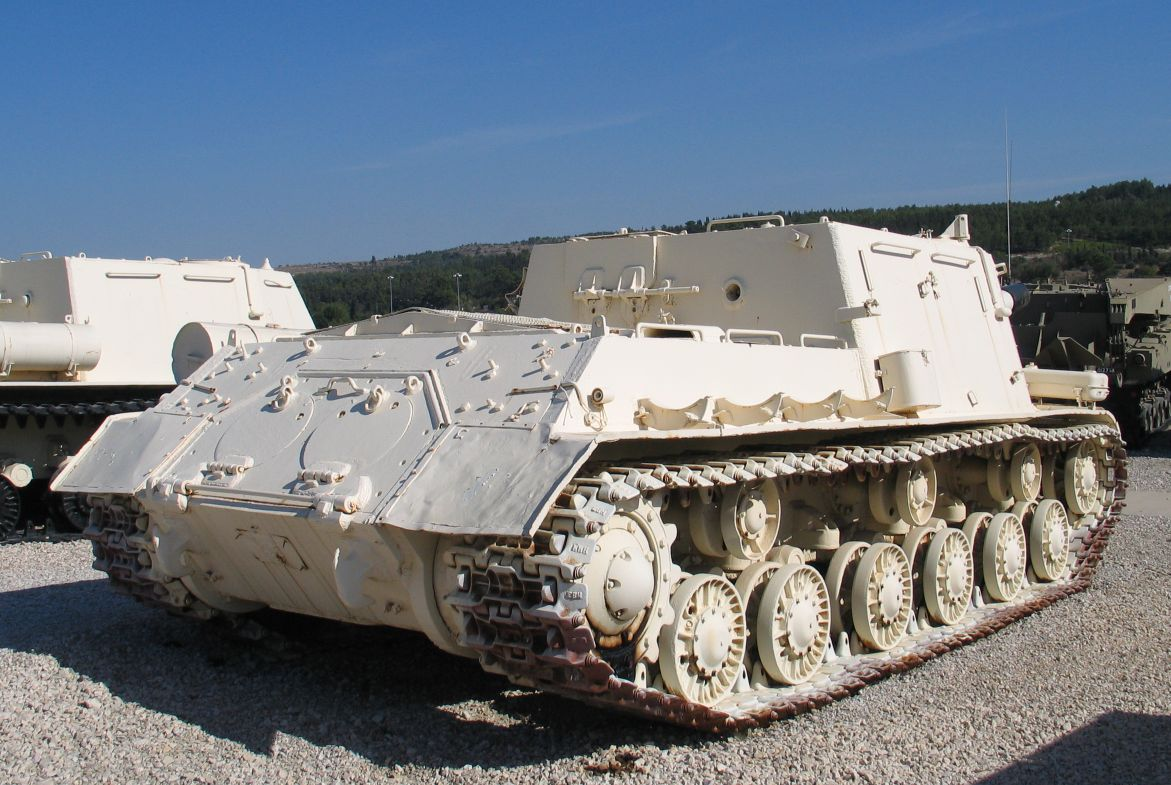
ІСУ-152 в ізраїльському музеї бронетанкових військ Yad la-Shiryon (Латрун), вид ззаду праворуч. Добре видно елементи ходової частини машини

Підвіска у ІСУ-152 індивідуальна торсіонна для кожного з 6 суцільнолитих двосхилих опорних котків малого діаметра по кожному борту. Навпроти кожного опорного котка до бронекорпусу приварювалися обмежувачі ходу балансирів підвіски. Провідні колеса зі знімними зубчастими вінцями цівкового зачеплення розташовувалися позаду, а лінивці були ідентичні опорним коткам. Верхня гілка гусениці підтримувалася трьома малими суцільнолитими підтримуючими котками по кожному борту; ці котки були запозичені від конструкції самохідної установки СУ-152. Механізм натягу гусениці — гвинтовий; кожна гусениця складалася з 86 одногребневих траків шириною 650 мм. Траки могли різнитися наявністю отворів полегшення яйцеподібної форми по середині гребеня кожного трака (дані траки встановлювалися на військові машини пізніх серій, цей тип був характерний і для ІС-3).

### Електрообладнання
Електропроводка в САУ ІСУ-152 була однопровідною, другим проводом служив бронекорпус машини. Джерелами електроенергії (робочі напруги 12 і 24 В) були генератор П-4563А з реле-регулятором РРА-24Ф потужністю 1 кВт і дві послідовно з'єднані акумуляторні батареї марки 6-СТЕ-128 загальною ємністю 128 А · год. Споживачі електроенергії включали в себе:
- Зовнішнє та внутрішнє освітлення машини, прилади підсвічування прицілів і шкал вимірювальних приладів;
- Зовнішній звуковий сигнал і коло сигналізації від десанту до екіпажу машини;
- Контрольно-вимірювальні прилади (амперметр і вольтметр);
- Електроспуск гаубиці-гармати;
- Засоби зв'язку — радіостанція та танковий переговорний пристрій;
- Електрика моторної групи — електродвигун інерційного стартера, бобіни свічок зимового пуску двигуна і т. д.

### Засоби спостереження і приціли
Всі люки для входу і висадки екіпажу, а також люк артилерійської панорами мали перископічні прилади Mk IV для спостереження за навколишнім оточенням зсередини машини (всього 3 штуки). Механік-водій у бою вів спостереження через оглядовий прилад із триплексом, який захищався броньовою заслінкою. Цей оглядовий прилад встановлювався в броньованому люку-пробці на лобовій бронеплиті рубки зліва від гармати. У спокійній обстановці цей люк-пробка міг бути висунутий вперед, забезпечуючи механіку-водію більш зручний безпосередній огляд з його робочого місця.
Для ведення вогню ІСУ-152 оснащувалися двома гарматними прицілами — телескопічним СТ-10 для стрільби прямою наводкою і панорамою Герца для стрільби з закритих позицій. Телескопічний приціл СТ-10 був градуйований на прицільну стрільбу на відстані до 900 м. Однак дальність пострілу гаубиці-гармати МЛ-20С становила до 13 км, і для стрільби на відстань понад 900 м (як прямою наводкою, так і з закритих позицій) навідникові доводилося використовувати другий, панорамний приціл. Для забезпечення огляду через верхній лівий круглий люк у даху рубки панорамний приціл комплектувався спеціальним подовжувачем. Для забезпечення можливості вогню в темний час доби шкали прицілів мали прилади підсвічування.

### Засоби зв'язку
Засоби зв'язку включали в себе радіостанцію 10Р (або 10РК) і переговорний пристрій ТПУ-4-БісФ на 4 абонента.
Радіостанції 10Р або 10РК представляли собою комплект із передавача, приймача і умформерів (одноякорних мотор-генераторів) для їх живлення, що приєднувалися до бортової електромережі напругою 24 В.
10Р являла собою симплексну лампову гетеродинну короткохвильову радіостанцію, яка працює в діапазоні частот від 3,75 до 6 МГц (довжини хвиль від 50 до 80 м). На стоянці дальність зв'язку в телефонному (голосовому) режимі досягала 20-25 км, в русі вона незначно зменшувалася. Велику дальність зв'язку можна було отримати в телеграфному режимі, коли інформація передавалася телеграфним ключем азбукою Морзе чи іншою дискретною системою кодування. Стабілізація частоти здійснювалася знімним кварцовим резонатором, плавне підстроювання частоти відсутнє. 10Р дозволяла вести зв'язок на двох фіксованих частотах; для їх зміни використовувався інший кварцовий резонатор з 15 пар в комплекті радіостанції.
Радіостанція 10РК була технологічним поліпшенням попередньої моделі 10Р, вона стала простіше і дешевше у виробництві. У цієї моделі з'явилася можливість плавного вибору робочої частоти, число кварцових резонаторів було зменшено до 16. Характеристики по дальності зв'язку значних змін не зазнали.
Танковий переговорний пристрій ТПУ-4-БісФ дозволяв вести переговори між членами екіпажу САУ навіть в сильно зашумленій обстановці і підключати шоломофонну гарнітуру (головні телефони і ларингофони) до радіостанції для зовнішнього зв'язку.

## Серійні і модернізовані варіанти

### Серійні варіанти
- ІСУ-152 на базі танка ІС 1943 року випуску мала суцільнолиту, монолітну лобову частину корпуса;
- ІСУ-152 на базі танка ІС 1944 випуску мала лобову частину корпуса, зварену з двох катаних бронеплит. Цей варіант самохідки відрізнявся збільшеною товщиною бронемаски гармати, з 60 до 90 мм, і більш місткими паливними баками.

З початку 1945 року ІСУ-152 стали оснащуватися 12,7-мм зенітним кулеметом ДШК. Ряд раніше випущених машин також отримав цей кулемет під час ремонту.

### Модернізовані варіанти
Високі бойові та експлуатаційні якості ІСУ-152, а також деяка стагнація в розвитку радянської стволової самохідної артилерії наприкінці 1950-х років (позначалося захоплення керівництва армії і країни ракетною технікою) привели до вирішення провести модернізацію решти машин цієї марки які були в строю. Модернізація проводилася за двома напрямками:
- ІСУ-152М (прототип мав позначення Об'єкт 241М);
- ІСУ-152К (прототип мав позначення Об'єкт 241К).

У програму обох післявоєнних модернізацій ІСУ-152 входили:
- Установка приладу нічного бачення і інфрачервоного прожектора;
- Заміна двигуна В-2ІС на більш сучасний В-54;
- Збільшення боєкомплекту з 20 до 30 пострілів;
- Заміна прицілів і телекомунікаційного обладнання (радіостанція і переговорний пристрій) на більш сучасні.

На модернізовані машини встановлювалися гусеничні підкрилки за зразком танка ІС-2М, додаткові паливні баки і колода для самовитягування в кормі машини. Тому за своїм зовнішнім виглядом модернізовані ІСУ-152М і ІСУ-152К помітно відрізнялися від початкового варіанту самохідки.
Відмінності ІСУ-152К:
1. Замість вентиляторної системи обдування радіаторів застосована ежекційних система.
2. Встановлено інша система обігріву охолоджувльної рідини.
3. Змінено радіатори, паливні баки, масляний бак, окремі елементи систем силової установки.
4. Встановлено нові повітреочисники.
5. Змінена конструкція даху силового відділення, рубки і перегородки силового відділення, внесені зміни в будову підкрилків і крил.
6. Введено новий приціл ПС-10 замість СТ-10, змінена конструкція командирської башточки.
7. Внесено зміни до установчі вузли гармати, стопори гармати і приціли (зокрема додано кільце навколо прицілу на масці гармати, служить для захисту від погодних умов та зниження відблиску від сонця).
8. Збільшено боєкомплект і змінено розміщення боєприпасів всередині БВ.
9. Змінено розміщення зенітного кулемета і введений додатковий третій люк на даху рубки.
10. Внесено зміни в конструкцію передньої коробки передач.
11. Встановлено протипожежне обладнання автоматичної дії.
12. Внесено зміни в конструкцію днища, встановлено кормове додаткове бронювання і бронювання люків обслуговуючих ходову частину (розрізнялися від серії випуску).
13. Використовувалися траки від Т-10, була можливість установки розширюючих пластин в отвори в траках для руху по слабким ґрунтам.
14. Встановлено нові ящики по бортах для возимого майна (як наслідок кріплення ЗІП з корпусу прибрані).
15. Нове розташування баків для палива попарно на зміненій кормі.
16. Модернізації піддавалися обидва типи ІСУ, ранні зі зварним і катаним носом (різна конструкція навісного обладнання).
17. На деяких моделях встановлювалося додаткове бронювання верху рухомої частини бронемаски (посилені 15 мм бронепластини).

### Машини на базі ІСУ-152

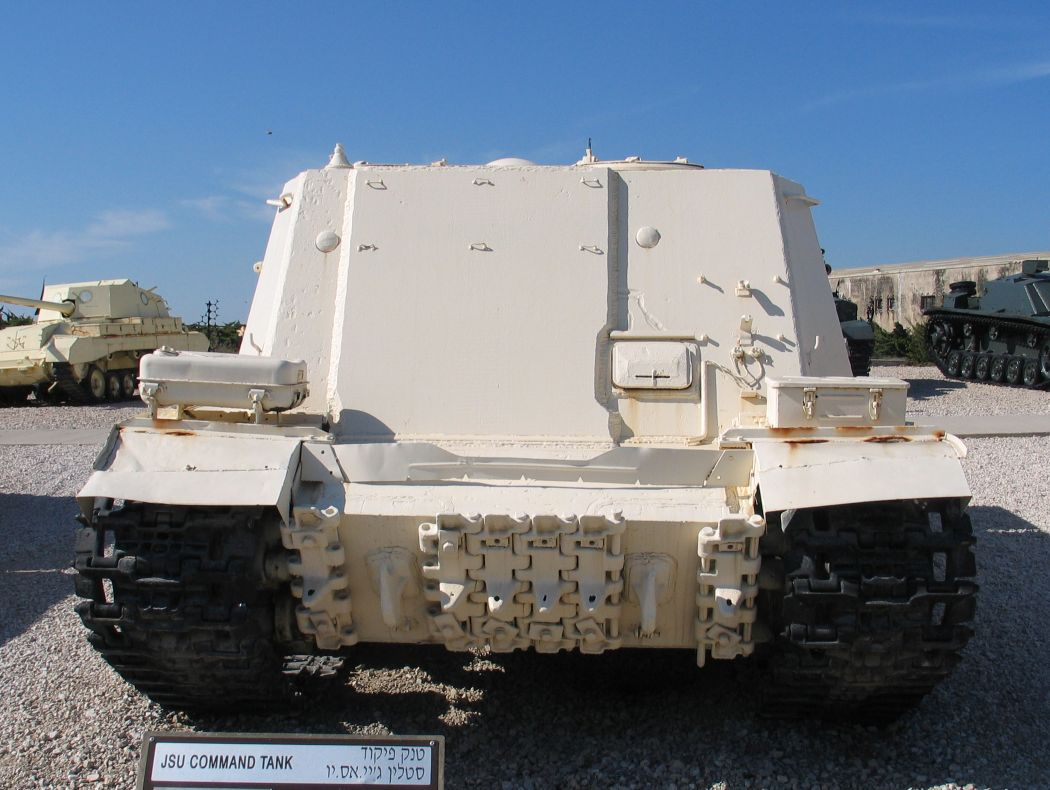
Штабна машина на базі ІСУ в ізраїльському музеї Yad la-Shiryon

Після закінчення Німецько-радянської війни шасі ІСУ-152 (а також ІСУ-122) послужило базою в процесі розробки самохідних артилерійських систем великої і особливої потужності, пускових установок тактичних ракет. Роззброєні ІСУ-152 і ІСУ-122 із завареною гарматною амбразурою в лобовому листі рубки, під назвою ІСУ-Т використовувалися як танкові тягачі, штабні машини, пересувні артилерійські спостережні пости. Деяка кількість таких машин було передано цивільним відомствам для використання як тягачів або транспортів у важкопрохідній місцевості. На залізницях СРСР невелика кількість роззброєних ІСУ-152 використовувалися, і використовуються, в відновних поїздах як кантувачі або тягачі при аварійних ситуаціях.

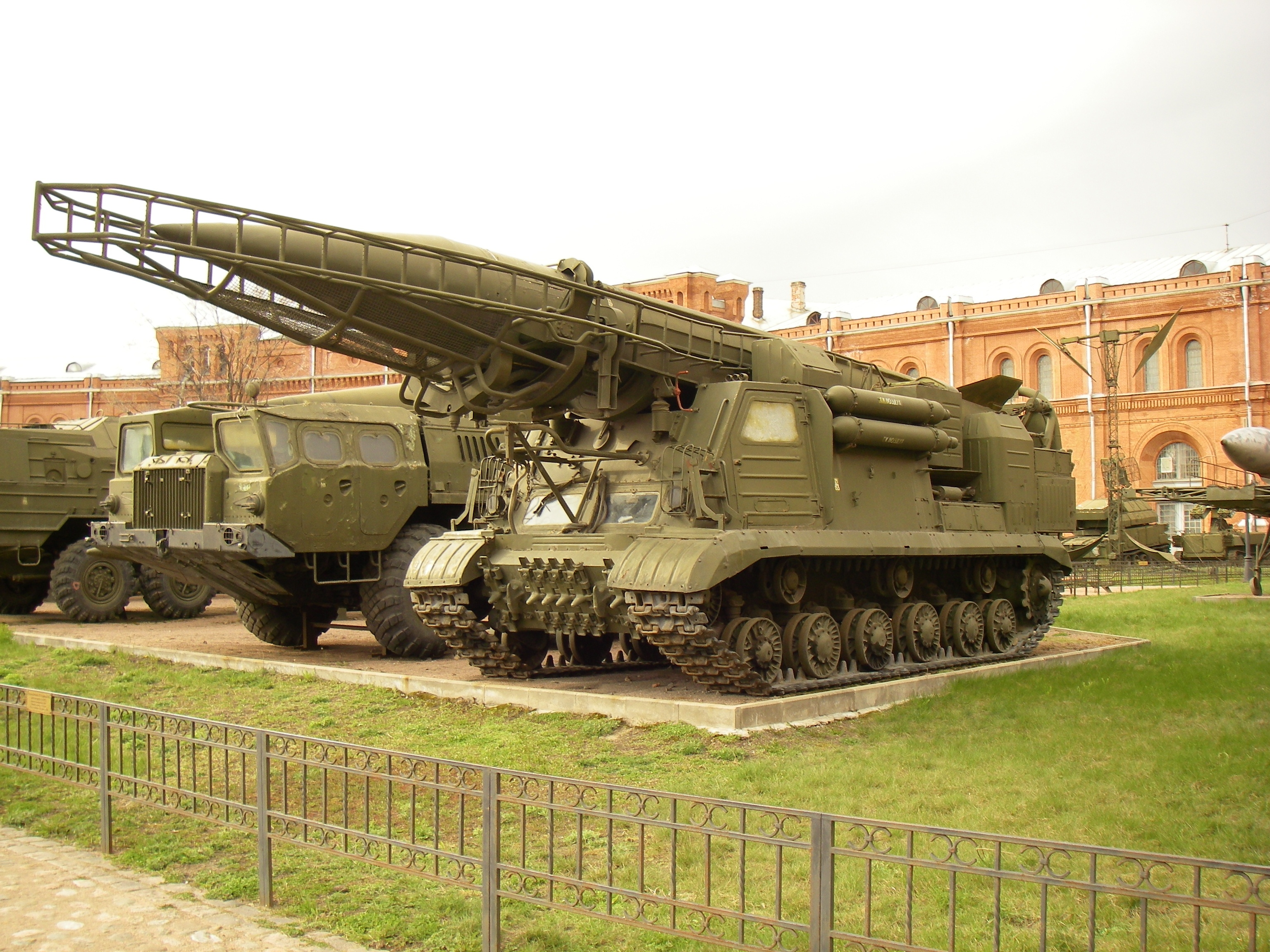
Пускова установка 2П19 ракетного комплексу 9К72 «Ельбрус» на базі ІСУ-152К в Артилерійському музеї Санкт-Петербурга

На тій же базі будувалися танкові тягачі БТТ-1 з розширеною функціональністю в порівнянні з ІСУ-Т. До корпусу БТТ-1 приварювалися демпфери для штовхання аварійного танка за допомогою колоди, ззаду машина обладнувалася сошниками, платформою над моторно-трансмісійного відділення і розбірною стрілою ручного крана вантажопідйомністю до 3 тонн. Замість гармати і боєкомплекту в рубці розміщувалася потужна лебідка з приводом від коробки відбору потужності від головного двигуна машини. Варіант БТТ-1Т замість лебідки оснащувався комплектом такелажного устаткування.
Також на базі ІСУ-152 були створені експериментальні машини відомі як ІСУ-152БМ (великої потужності):
- - ІСУ-152-1 (об'єкт 246) з гарматою БЛ-8,
  - ІСУ-152-2 (об'єкт 247) з гарматою БЛ-10.

## Бойове застосування
ІСУ-152 в цілому вдало поєднувала в собі три головних бойових ролі: важке штурмова гармата, винищувач танків і самохідну гаубицю. Однак у кожної з цих ролей, як правило, існувала інша, більш спеціалізована САУ з кращими характеристиками для своєї категорії, ніж у ІСУ-152.
Крім Другої світової війни, ІСУ-152 використовувалися при придушенні Угорського повстання 1956 року, де вони ще раз підтвердили свою величезну руйнівну міць. Особливо ефективним було використання ІСУ-152 в ролі найпотужнішої «протиснайперскої гвинтівки» для знищення снайперів повстанців, які переховувалися в житлових будинках Будапешта і завдавали значних втрат радянським військам. Деколи було достатньо тільки наявності самохідки поблизу, щоб мешканці будинку в страху за своє життя і майно виганяли з нього снайперів або бутилкометальників, що засіли там.
В арабо-ізраїльських війнах ІСУ-152 використовувалися в основному як стаціонарні вогневі точки по берегах Суецького каналу і мало чим себе проявили в руках єгипетських військ. Деяка кількість цих машин була захоплена ізраїльською армією.

### ІСУ-152 як важка штурмова гармата
Основним використанням ІСУ-152 була вогнева підтримка наступаючих танків і піхоти. 152,4-мм (6-дюймова) гаубиця-гармата МЛ-20С мала потужний осколково-фугасний снаряд ОФ-540 масою 43,56 кг, споряджений 6 кг тротилу (тринітротолуолу, ТНТ). Ці снаряди були дуже ефективні як проти неукритої піхоти (з установкою підривника на осколкову дію), так і проти укріплень, таких як ДОТи і траншеї (з установкою підривника на фугасну дію). Одного влучення такого снаряда в звичайний міський будинок середніх розмірів було достатньо для знищення всього живого всередині.
ІСУ-152 були особливо витребувані в міських боях, таких як штурми Берліна, Будапешта або Кенігсберга. Гарне бронювання самохідки дозволяло їй висуватися на дистанцію пострілу прямою наводкою для знищення ворожих вогневих точок. Для звичайної буксируваної артилерії це було смертельно небезпечно через ворожий кулеметний і прицільний снайперський вогонь.
Щоб зменшити втрати від вогню «фаустників» (німецьких солдатів, озброєних «Панцершрек» або «Фаустпатронами»), в міських боях ІСУ-152 використовувалися по одній-дві самохідки разом з піхотним відділенням (штурмовою групою) для їх захисту. Зазвичай штурмова група включала снайпера (або, як мінімум, просто влучного стрільця), автоматників і іноді ранцевого вогнеметника. Крупнокаліберний кулемет ДШК на ІСУ-152 був ефективною зброєю для знищення «фаустників», які переховуються на верхніх поверхах будинків, за завалами і барикадами. Уміла взаємодія між екіпажами самохідок і доданими бійцями-піхотинцями дозволяла досягти поставлених цілей з найменшими втратами; в іншому випадку атакуючі машини могли бути дуже легко знищені «фаустниками».
Відомий танкіст і автор мемуарів Д. Ф. Лоза
так характеризує ІСУ-152 в цій ролі:

Незадовго до цього гітлерівці почали обстріл «Емча», що стоять під арками, з протитанкової гармати, яку вночі затягли на верхній поверх одного з будинків, що на північ від Ратуші. Її вогнем були пошкоджені гусениці двох танків. Треба було терміново вживати заходів, інакше більшість бойових машин східніше Ратуші, університету і парламенту можуть постраждати від вогню цієї гармати, а якщо змінити їх позиції, то ми втратимо декілька кварталів. Викликав командира батареї ІСУ-152 і наказав йому негайно придушити ворожу вогневу точку. Самохідка, шльопаючи по асфальту широкими гусеницями, зайняла позицію на одній з вулиць, що виходить на південно-східну сторону площі. Та сама цікавість, яка занапастила більше незайманих, ніж любов, потягла нас на вулицю подивитися, як самохідки одним снарядом рознесуть на шматки німецьких артилеристів з їхньою гарматою. Танкісти і десантники розташувалися біля «звіробоя» і стали чекати … Я і зараз, згадуючи ті хвилини, не можу пробачити собі, командиру з чималим бойовим досвідом, допущену помилку. Навіщо дозволив ці «оглядини»? За них довелося сплатити високу ціну.
Віденські вулички, що розбігаються в різні боки від центральної площі, не широкі. Гарні будинки з венеціанськими вікнами височіють по їх обох сторонах. Гримнув постріл великокаліберної гармати самохідки. Різко колихнулося повітря. Півтора поверхи будинку разом із ворожою протитанковою гарматою і її прислугою звалилося на землю. А в нашому розташуванні від потужної повітряної хвилі пострілу з тріском лопнули товсті шибки в будинках, що знаходилися поряд з самохідною установкою. Їх важкі уламки посипалися на голови «глядачів», у результаті було поранено руки і спини у десяти чоловік, а у двох зламані ключиці. Благо танкісти були в шоломах, десантники — в касках, і голови залишилися цілі!

Існує думка, що ІСУ-152, виходячи з реалій її застосування (фактично дуже часто вона, як і інші радянські САУ, вела бій в порядках наступаючої піхоти, тобто виконувала завдання танків), можна класифікувати як важкий безбаштовий танк.

### ІСУ-152 як винищувач танків

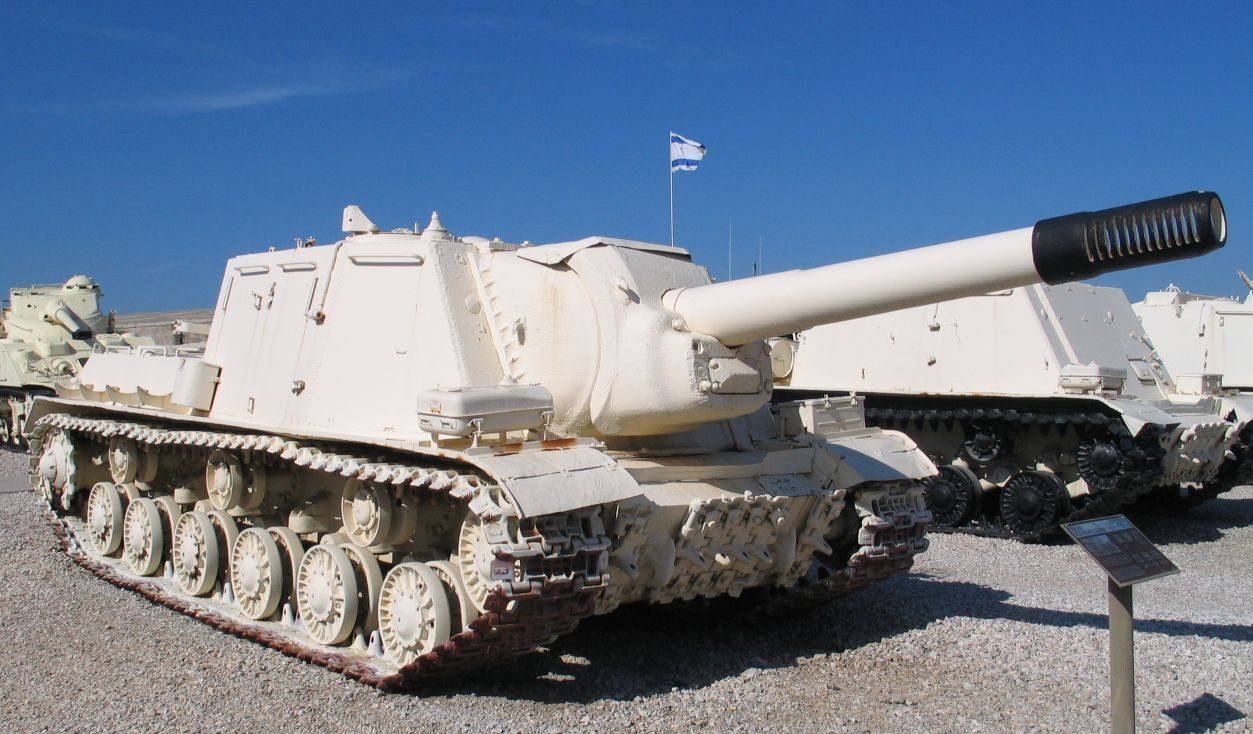
ІСУ-152 в ізраїльському музеї Yad la-Shiryon

ІСУ-152 могла також успішно виступати в ролі винищувача танків, хоча суттєво поступалася спеціалізованим винищувачам танків, які озброювалися протитанковими гарматами. У цій якості вона успадкувала прізвисько «Звіробій» від своєї попередниці СУ-152. Для поразки бронецілей призначався бронебійний снаряд БР-540 масою 48,9 кг з дульною швидкістю 600 м / с, попадання БР-540 в ціль було дуже руйнівним, шанс уціліти після нього був мізерно малий.
Доречно зауважити, що ІСУ-152 не була справжнім винищувачем танків; у неї був низький темп вогню в порівнянні зі «справжніми» винищувачами танків, таких як німецька «Ягдпантера» або вітчизняна СУ-100 (їх темп вогню сягав 5-8 пострілів за хвилину, хоча і на короткий проміжок часу). З іншого боку, ретельне маскування, швидка зміна вогневих позицій і використання ІСУ-152 групами по 4-5 машин значно пом'якшували недолік скорострільності. Крім того, в 1944—1945 рр.. в Червоній армії вже з'явилася достатня кількість спеціалізованих винищувачів танків типів СУ-85, СУ-100 та ІСУ-122, тому бойові зіткнення ІСУ-152 з ворожою бронетехнікою були вже не такими частими, як у СУ-152 в 1943 році, коли остання була єдиним радянським потужним протитанковим засобом. ІСУ-152 старалися більше використовувати як штурмову гармату, оскільки її вогнева міць істотно перевершувала будь-які інші радянські танки і САУ.
Ще одна цитата з мемуарів Д. Ф. Лози:

Ситуацію що склалася слід негайно переламати, і, слава богу, в моїх руках був ефективний засіб — самохідки. З командиром батареї старшим лейтенантом Яковом Петрухіним ми докладно обговорили план дій. Домовилися про те, що установки, використовуючи далекобійність і вогневу міць своїх 152-мм гармат, вибивають у першу чергу наступаючі «Пантери», а потім добивають раніше підбитих. Особливу увагу командира батареї я звернув на скритність виходу самохідок на вогневі позиції, який будуть прикривати екіпажі «Шерманів», ведучи вогонь, головним чином, на відволікання німецьких танкістів.
Яків Петрухін вибрав два дуже зручних місця для стрільби, де кам'яні паркани прикривали корпусу машин від ворожих бронебійних снарядів.
З нашого боку по всій східній лінії посилився вогонь. «Емчісти» намагалися не дозволити гітлерівцям вийти на центральну площу, замкнувши їх в прилеглих до неї вулицях, а також прикрити вихід самохідок на вогневі позиції.
Як повільно тягнеться час, коли в сутичці з ворогом чекаєш вирішальної хвилини, здатної переламати хід бою. Ось вона, довгоочікуваний мить! Два громоподібних постріли вдарили по барабанних перетинках, вибивши шибки у вікнах поруч розташованих будинків.
«Друге віденське видовище» виявилося не менш вражаючим. На одній із «Пантер», що вже майже виповзла на площу, від удару великокаліберного бетонобійного снаряду знесло башту. Другий важкий танк спалахнув величезним вогнищем. А ІСУ-152 тут же покинули позиції. Німецькі танки спішно стали задкувати назад, залишивши без підтримки піхоту, яка тут же розбігся по дворах і провулках.

Проти танків міг використовуватися і осколково-фугасний снаряд ОФ-540 з хорошими результатами. Д. Ф. Лоза коротко характеризує таку можливість так: «Але величезного гуркоту не було. Звичайно, може, якщо таке чудовисько, як ІСУ-152 вріже — почуєш! І башту разом з головами знесе».

### ІСУ-152 як самохідна гаубиця
ІСУ-152 вельми нечасто, але використовувалися як самохідні гаубиці для стрільби з закритих позицій. Червона армія не мала спеціалізованих машин для цієї мети, подібних німецькому Hummel, американському Howitzer Motor Carriage M7 чи англійській Sexton. Танкові і механізовані частини Червоної армії були добре оснащені буксируваною артилерією, але гармати що буксируються були уразливі на марші, і вони не могли підтримати танки і мотопіхоту при швидкому просуванні всередину ворожої оборони. У цій ролі ІСУ-152 використовувалися і для артпідготовок. Максимальна дистанція вогню у ІСУ-152 становила близько 13 км, незважаючи на обмежений 20° кут піднесення гармати. Однак можливості по стрільбі з закритих позицій сильно обмежувалися низькою швидкістю завантаження снарядів. Крім того, на відміну від буксируваного варіанту гармати МЛ-20, яка мала кут піднесення 65°, ІСУ-152 не могла вести вогонь по навісним траєкторіях з високою крутизною. Це суттєво знижувало сферу застосування даної машини як самохідної гаубиці.
Стрільба ІСУ-152 з закритих позицій також є предметом суперечок на військово-тематичних форумах. За документами достовірно встановлено два факти такого використання САУ, є і фотографія провідного вогоню ІСУ-152 з закритих позицій з укладеними поруч з самохідкою боєприпасами. Ще кілька свідчень знайдено в джерелах мемуарного характеру. Цілком імовірно, що крім цих випадків таке практикувалося не раз, оскільки фронтові звіти і фотодокументи містять тільки частину відомостей про бойове використання машин. Однак їх мала кількість свідчить про те, що використання ІСУ-152 як самохідної гаубиці у Німецько-радянську війну було рідкісним явищем.
Тим не менш, в післявоєнний час аспекти бойового застосування ІСУ-152 стали зміщуватися від штурмової гармати в бік самохідної гаубиці. Отримали масове поширення нові танки типів Т-55 та Т-62 які мали більш високу тактичну й оперативну швидкість, щоб важкі тихохідні ІСУ могли успішно їх супроводжувати в наступі. Броня ІСУ-152 вже не була достатньою проти нових протитанкових засобів, а нові 100-мм і 115-мм гармати танків Т-55 і Т-62 мали непогану потужність осколково-фугасного снаряду проти польових укріплень супротивника. В умовах стагнації розвитку вітчизняної ствольної самохідної артилерії завдяки бурхливому розвитку ракетних озброєнь ІСУ-152 зберігалися як штурмові гармати для міських боїв і стали використовуватися як самохідні гаубиці, де вимоги захищеності та оперативної мобільності були не настільки критичні.

## Оцінка машини
В цілому ІСУ-152 була досить успішним зразком універсальної важкої самохідно-артилерійської установки. Відзначені вище в розділі Бойове застосування особливості і довга служба машини в Радянській армії служать цьому додатковим підтвердженням.
Броня ІСУ-152 була цілком адекватною для пізньої стадії Другої світової війни. Лобові 90-мм бронеплити, нахилені під кутом 30°, впевнено захищали машину від найбільш поширеної німецької 75-мм протитанкової гармати Pak 40 на дистанціях понад 800 м. ІСУ-152 була легкою в ремонті; часто підбиті ворогом самохідки через пару днів ремонту в польових умовах поверталися в стрій. Після усунення «дитячих хвороб» машина ІСУ-152 зарекомендувала себе дуже надійною і невибагливою самохідкою; вона легко освоювалася ненавченими екіпажами.
Однак, крім переваг, ІСУ-152 мала і недоліки. Найбільшим з них був малий возимий боєкомплект в 20 пострілів. Більш того, завантаження нового боєкомплекту було трудомісткою операцією, інший раз займаючи понад 40 хвилин. Це було наслідком великої маси снарядів, як наслідок, від заряджаючого потрібна велика фізична сила і витривалість. Телескопічний приціл СТ-10 був відградуйований на стрільбу на дистанції до 900 м, тоді як гармата дозволяла вести стрільбу прямою наводкою на дистанції понад 3,5 км. Тому при точній стрільбі на дальність понад 900 метрів навідник змушений був використовувати менш зручний панорамний приціл. Іншим способом вирішення цієї проблеми була концентрація вогню декількох самохідок в бажану точку. Недостатня точність компенсувалася вогневою міццю. Попадання осколково-фугасної снаряда в близьку околицю сильноброньованої цілі найчастіше виводило її з ладу навіть без пробиття броні (вибуховою хвилею і осколками ушкоджувалися гармата, ходова частина, прицільні пристрої). Стрільба потужними осколково-фугасними снарядами по бронецілям була цілком звичайним явищем, оскільки в боєкомплекті 13 пострілів з 20 були саме осколково-фугасними. Інші 7 були бетоно-або бронебійними.
Компактне компонування дозволило зменшити загальний розмір машини, що сприятливо позначилося на її помітності на полі бою. Однак це ж компонування змусила розмістити паливні баки всередині бойового відділення. У разі їх пробиття у екіпажа існував великий ризик згоріти заживо. Однак ця небезпека трохи знижувалася меншим у порівнянні з бензином займанням дизельного палива і наявністю тетрахлорного вогнегасника. У фронтових зведеннях нерідко зазначалося, що машини на базі важкого танка ІС які загорілися (в тому числі і ІСУ-152) легко піддаються гасінню вогню.
Порівняння ІСУ-152 з іншими САУ різних країн того періоду провести досить важко через відсутність аналогів по комбінації тактичного застосування, маси машини і її озброєння. Довгоствольною гарматою калібру 150—155 мм оснащувалися тільки легкоброньовані самохідні гаубиці Hummel (Німеччина) і Gun Motor Carriage M12 (США) на базі середніх танків, які не були ні протитанковими САУ, ні штурмовими гарматами. У категорії по масі 45-50 т існує тільки німецький винищувач танків «Ягдпантера», який не був одночасно ще й штурмовою гарматою. Німецькі штурмові гармати, що виконували також протитанкові функції, StuG III і StuG IV були істотно легше ІСУ-152 з озброєння і маси, а також слабкіше броньовані. Штурмовий танк (насправді САУ) StuPz IV «Brummbär» був також легший за масою і оснащувався короткоствольною 150-мм гарматою, його протитанкові можливості були істотно обмежені. Деякою мірою аналогом ІСУ-152 можна вважати німецький «Ягдтигр», також мав досить потужну гармату калібром 128 мм і надзвичайно сильне бронювання. З іншого боку, німецька САУ все ж мала яскраво виражену протитанкову спрямованість; крім того, за масою вона перевершувала ІСУ-152 в 1,7 рази. Бронетанкова техніка Другої світової війни США і Великої Британії взагалі не мала серійних зразків важких самохідно-артилерійських установок.

## Організація
ІСУ-152 разом з СУ-152 та ІСУ-122 використовувалися в окремих важких самохідно-артилерійських
полках (ОВСАП). З травня 1943 року по 1945 рік таких частин було сформовано 53.
Кожен ОВСАП мав 21 самохідку у складі 4 батарей по 5 машин, плюс САУ командира полку. Командир полку зазвичай мав звання полковника чи підполковника, командири батарей — звання капітана або старшого лейтенанта. Командири самохідок і механіки-водії, як правило, були лейтенантами чи молодшими лейтенантами. Решта членів екіпажу за штатним розкладом були сержантського або рядового складу. ОВСАП зазвичай мав у своєму складі кілька неброньованих машин забезпечення і підтримки — вантажівок, джипів або мотоциклів.
Починаючи з грудня 1944 року почали формуватися гвардійські важкі самохідно-артилерійські бригади для забезпечення важкої вогневої підтримки танкових армій. Їх організація була запозичена у танкових бригад, кількість машин в обох випадках була однаковою — 65 самохідок або танків відповідно.
За виявлену доблесть при звільненні білоруських міст 8 ОВСАП були удостоєні їх почесних імен, а ще три полки були нагороджені орденом Бойового Червоного Прапора.

## Цікаві факти про ІСУ-152
- Робота заряджаючого для цих самохідок була дуже важкою — вимагалося поодинці переносити снаряди масою понад 40 кг в стиснутому бойовому відділенні машини.
- На форумах військово-історичної тематики часті і дуже гарячі суперечки про зірвані башти (особливо з танка «Тигр») після попадання в них снарядів від ІСУ-152. У дійсності бронебійний снаряд БР-540 має достатню кінетичну енергію і імпульс, щоб зруйнувати елементи погона башти важкого танка і змістити її на кілька десятків сантиметрів від осі обертання. У цьому сенсі термін «зрив» цілком правомірний. Широко показані в кінематографі і комп'ютерних іграх зриви башт на кілька метрів вгору і в бік можуть бути тільки наслідком детонації боєкомплекту в бойовому відділенні, який в принципі може послідувати від сильного удару по корпусу танка. Документів про достовірні випадкі бойових зіткнень ІСУ-152 з «Тиграми» (на відміну від «Пантер») поки не виявлено, відомі лише згадки в мемуарах. Це служить причиною згадуваних вище запеклих суперечок, тим більше що далеко не завжди ті що сперечаються розрізняють обстріл «Тигрів» з ІСУ-152 або гармат польової артилерії МЛ-20.
- У радянських і зарубіжних публікаціях про ІСУ-152 нерідко наводилися завідомо неправдиві факти, викликані або плутаниною з СУ-152, або бажанням авторів показати, що в 1943 році СРСР мав адекватну відповідь «Тигру»[16].

## Де можна побачити

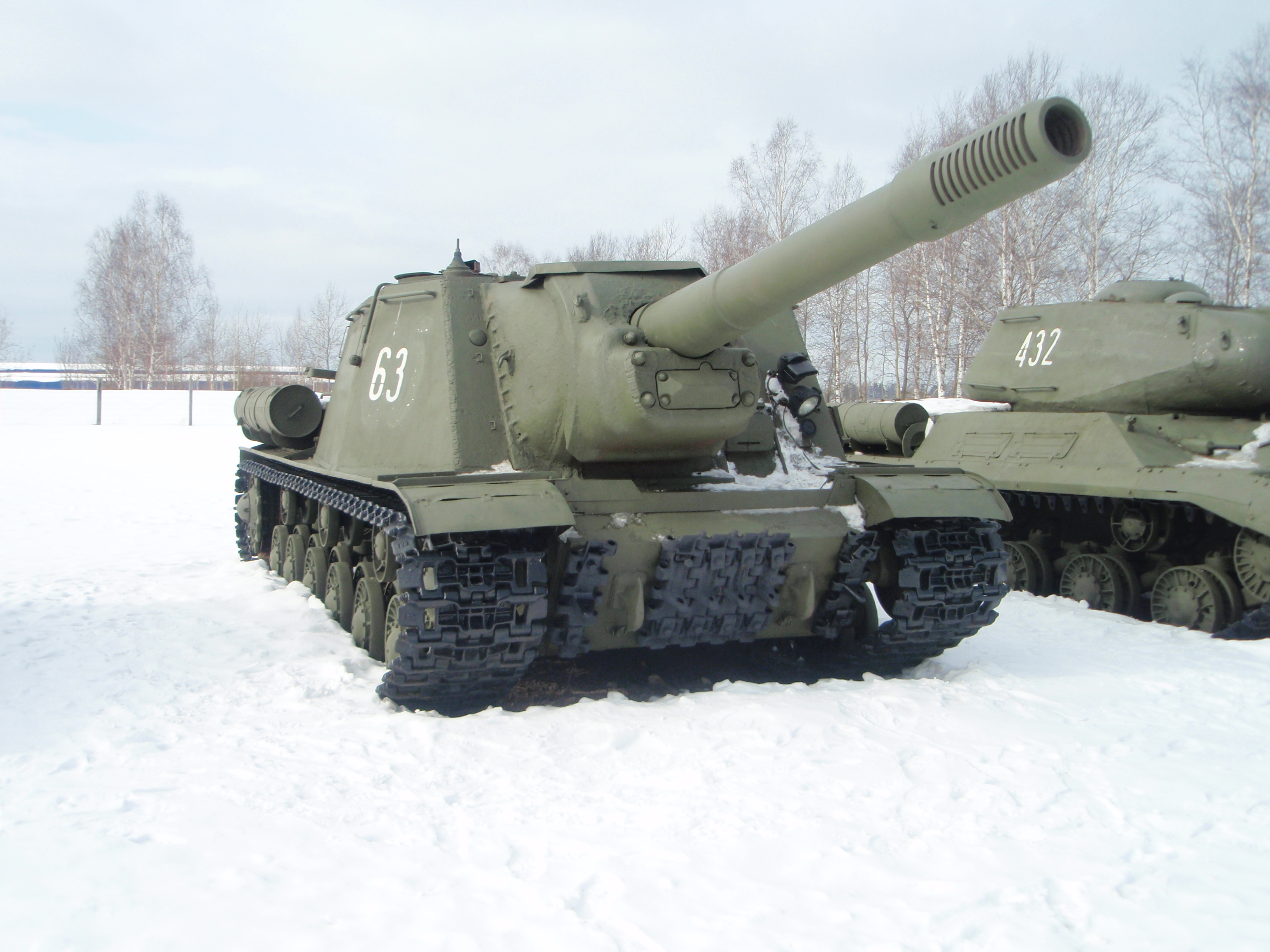
ІСУ-152 в бронетанковому музеї в Кубинці

Багато ІСУ-152 пережили Німецько-радянську війну і стали експонатами музеїв або самохідками-пам'ятниками. ІСУ-152 присутніх в експозиціях:
- Бронетанковий музей в Кубинці
- Казахстан. Кустанайська область, Кустанай. Відбудовний поїзд.
- Парко-меморіальний комплекс «Парк-Перемоги» у м. Саратов
- Військово-історичний музей артилерії, інженерних військ і військ зв'язку в Санкт-Петербурзі
- Центральний музей Збройних Сил в Москві
- В експозиції музею-панорами «Сталінградська битва» в Волгограді[17]
- В Національному музеї Другої світової війни в Києві
- Музей Військової Слави [Архівовано 10 жовтня 2019 у Wayback Machine.] в Гомелі.
- Київський мотоциклетний завод, екземпляр що добре зберігся.
- В Музеї героїчної оборони і звільнення Севастополя на Сапун-горі в Севастополі (севастопольський експонат виготовлений у 1943—1950 рр..[18])
- В Музеї військової слави омічей в м.Омську,
- В музеї військової техніки в м. Верхня Пишма (Свердловська область)
- У Бресті, Білорусь, меморіал «Бресткая фортеця»
- В м. Костопіль (Рівненська обл.)
- У Казанському Парку Перемоги
- ІСУ-152М можна побачити в Нахабіно на полігоні Спурій
- В м. Перм, Музей ВАТ «Мотовіліхинські заводи»
- На постаменті в місті Кременчук Полтавській області
- На постаменті в смт Козелець Чернігівської області
- На постаменті в місті Новосибірську на Монументі Слави
- На постаменті в місті Приозерск Ленінградської області в музеї Фортеця Корела
- На постаменті в місті Перм, Дзержинський район
- В селі Прости Нижнєкамського району Республіки Татарстан
- В селі Долгодеревенское Соснівського району Челябінської області
- В місті Курчатове, Курської області
- На постаменті пам'ятника на честь подвигу екіпажу Героя Радянського Союзу Петра Олексійовича Козлова в селі Пухово Ліскінського району Воронезької області
- В р.п. Саргатське Омської області.
- Меморіал на горі Кременець в м. Ізюм Харківської області
- Місто Золочів у Харківській області — пам'ятник солдатам і офіцерам 5-ї Гвардійської танкової армії генерала Ротмістрова
- Місто Єкатеринбург, Кіровський район, мікрорайон МЖК, в одному з дворів
- Місто Казань, Парк перемоги (установленно не вірне інформаційне табло — замість ІСУ-152, написанно СУ-152.
- Місто Красноармійськ, Московської області, меморіал військової слави.
- Місто Рибінськ, Ярославської області, Волзька набережна.
- Місто Чайковський, площа Уральських танкістів
- Місто Тольятті, Самарської області, парк Перемоги.
- Місто Ульяновськ, парк Перемоги.
- Місто Коростень, Житомирської області.
- Місто Ірбіт, Свердловської області.
- Місто Челябінськ, ЧТЗ сад Перемоги.
- Місто Сиктивкар, Школа № 25.
- Місто Макушино, Курганської області, Міський сад.
- Місто Воронеж, Музей-Діорама.
- Селище Сафоново Мурманська область. музей північного флоту. близько 10 одиниць .. іржавіють .. є зразки зі 122 мм гарматою
- Селище Свенте, (Даугавпілський район, Латвія). Знаходиться в приватному музеї.
- Місто Тамбов — район Пехотка, на постаменті біля КПП в / ч 64493
- Місто Ямпіль, Вінницької області.
- Місто Тальне, Черкаської області. Україна

Поза країнами колишнього СРСР ІСУ-152 представлена в музеях Польщі, Фінляндії і Ізраїлю.

## ІСУ-152 в комп'ютерних іграх
ІСУ-152 фігурує в досить великій кількості комп'ютерних ігор різноманітних жанрів — в симуляторах бронетанкової і авіатехніки (як ціль), в стратегіях реального часу і навіть у покрокових стратегіях:
- Військова гра «Друга світова»;
- Покрокова стратегія «Panzer General III»;
- Стратегія реального часу «Бліцкриг»;
- Стратегія реального часу «У тилу ворога»;
- Стратегія реального часу «Сталінград»;
- Стратегія реального часу «Order of War»[19];
- Стратегія реального часу «Rush for Berlin»
- Стратегія реального часу «Rush for the bomb»
- Стратегія реального часу «Sudden Strike 2»
- Стратегія реального часу «Sudden Strike 3: Arms for Victory»;
- MMO-гра «World of Tanks»[20] та її версія World Of Tanks Blitz.
- Гра для Playstation «Panzer front»
- Гра Close Combat III: The Russian Front і її римейк Close Combat: Cross of Iron
- Військова гра «Call of Duty» (в мережевому режимі гри);
- Кросс платформенна гра war thunder

Відображення тактико-технічних характеристик бронетехніки і особливостей її вживання в бою в багатьох комп'ютерних іграх далеко від реальності.

## Моделі ІСУ-152

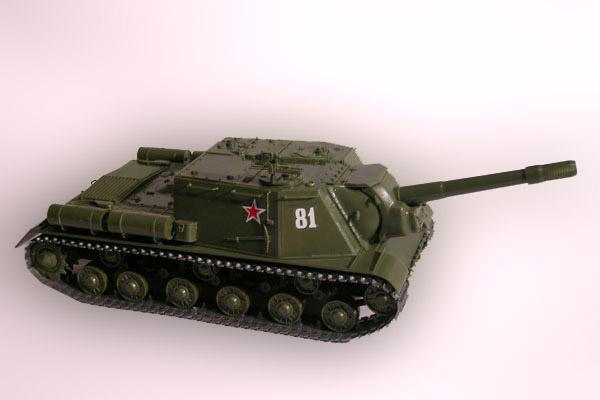
Збірна забарвлена модель САУ ІСУ-152 фірми «Зірка» в масштабі 1:35

Масштабні копії ІСУ-152 випускаються рядом фірм-виробників модельної продукції. Модель ІСУ-152 з литим носом випускає фірма Dragon, модель на порядки кращу, ніж «Зірка», проте, застаріла (випущена в 90-х роках). Фірма Tamiya випустила модель ІСУ-152 з литим носом, ця модель є найкращою з усіх на даний момент. Модель фірми «Зірка» зроблена вкрай неточно і вимагає значних зусиль і витрат по її доведенню до копійного стану. У 2007 р. (№ 77) журнал М-хобі опублікував креслення ІСУ-152К авторства Віктора Мальгінова. Креслення для самостійної споруди моделі неодноразово публікувалися в журналі «Моделіст-конструктор».